# Казе Векије (Терни)
Казе Векије је насеље у Италији у округу Терни, региону Умбрија.
Према процени из 2011. у насељу је живело 81 становника. Насеље се налази на надморској висини од 283 м.